# Семеновське (Новгородська область)
Семеновське (рос. Семёновское) — присілок у Боровицькому районі Новгородської області Російської Федерації.
Населення становить 9 осіб. Належить до муніципального утворення Волокське сільське поселення.

## Історія
До 1927 року населений пункт перебував у складі Новгородської губернії. У 1927-1944 роках перебував у складі Ленінградської області.
Орган місцевого самоврядування від 2010 року — Волокське сільське поселення.

## Населення
| 1989 | 2002 | 2006 | 2008 | 2009 | 2010 |
| ---- | ---- | ---- | ---- | ---- | ---- |
| 17   | ↘14  | ↘4   | ↗6   | ↗8   | ↗9   |